# Phoenix Wright: Ace Attorney – Trials and Tribulations
Phoenix Wright: Ace Attorney: Trials and Tribulations, i Japan känt som Gyakuten Saiban 3 (逆転裁判3?  bokstavligen "Helomvändningsrättegång 3") är ett datorspel i genrerna äventyrsspel och visuell roman, utvecklat av Capcom. Det släpptes ursprungligen till Game Boy Advance, och portades sedan till Windows. En version med uppdaterat gränssnitt släpptes till Nintendo DS, och portades till Wii via Wiiware, och till IOS. Spelet handlar om försvarsadvokaten Phoenix Wright, som försvarar sina klienter under rättegångar. Spelet är den tredje delen i spelserien Ace Attorney.

## Handling
Första fallet utspelar sig 5 år före första spelet och spelaren får kontrollera Mia Fey, då hon försvarar Phoenix Wright, dåvarande universitet student, i en mordrättegång. Resten av spelet kontrollerar man Phoenix, som får träffa en mystisk åklagare som kallar sig Godot. 